# Karekin I Khachadourian
Karekin I Khachadourian (orm.: Գարեգին Ա Խաչատուրյան) (ur. 6 listopada 1880, zm. 22 czerwca 1961) – w latach 1951–1961 81. ormiański Patriarcha Konstantynopola.

## Życiorys
Święcenia kapłańskie otrzymał w 1901. Sakrę przyjął w 1927 roku jako biskup Zachodnich Stanów Zjednoczonych. W kolejnych latach pełnił urząd ordynariusza kolejno Marsylii i Argentyny. Na patriarchę został wybrany w 1949 roku, jednak urząd objął w 1951. Zmarł na atak serca podczas nabożeństwa.